# Трімміс
Трімміс (нім. Trimmis) — громада  в Швейцарії в кантоні Граубюнден, регіон Ландкварт.

## Географія
Громада розташована на відстані близько 165 км на схід від Берна, 6 км на північний схід від Кура.
Трімміс має площу 42,9 км², з яких на 3,7% дозволяється будівництво (житлове та будівництво доріг), 32,7% використовуються в сільськогосподарських цілях, 45,3% зайнято лісами, 18,3% не є продуктивними (річки, льодовики або гори).

## Демографія
2019 року в громаді мешкало 3310 осіб (+9,5% порівняно з 2010 роком), іноземців було 11,8%. Густота населення становила 77 осіб/км².
За віковим діапазоном населення розподілялося таким чином: 21,2% — особи молодші 20 років, 61,6% — особи у віці 20—64 років, 17,2% — особи у віці 65 років та старші. Було 1397 помешкань (у середньому 2,3 особи в помешканні).
Із загальної кількості 1203 працюючих 76 було зайнятих в первинному секторі, 655 — в обробній промисловості, 472 — в галузі послуг.